# ビードロ模様
「ビードロ模様」（ビードロもよう）は、日本の女性シンガーソングライター・やなぎなぎのデビューシングル。2012年2月29日、ジェネオン・ユニバーサルから発売された。

## 収録曲
全作詞：やなぎなぎ
1. ビードロ模様 [4:51]
  - 作曲：中沢伴行、編曲：中沢伴行・尾崎武士
  - テレビアニメ『あの夏で待ってる』エンディング・テーマ
2. concent [4:28]
  - 作曲：やなぎなぎ、編曲：飛内将大
3. ビードロ模様（instrumental） [4:52]
4. concent (instrumental) [4:29]

## 楽曲解説
ビードロ模様
テレビアニメ『あの夏で待ってる』のエンディングテーマとして書き下ろされた楽曲。やなぎの抒情的で柔らかいクリアボイスと、I'veの中沢伴行が手掛けたキラキラしたトラックおよびアニソン然としたメロディが特徴である。歌詞は夏の景色に恋愛話を交えて書かれたもので、やなぎ曰く「いつもの自分からは考えられないくらいストレート」なものとなっている。やなぎによると、AメロやBメロではアンニュイなイメージを出しつつも、サビではサウンドに負けないよう、いつもより明るめのトーンで歌ったという。
concent
「全てに裏切られたと感じている女の子が電子回路に閉じこもって考えを巡らせる」というイメージで作られた曲。やなぎ本来の暗い部分が出ているが、飛内将大のアレンジによって、終盤へ向かうにつれて盛り上がりを感じさせる曲に仕上がっている。

## チャート成績
オリコンチャートのCDシングルランキングでは、2012年2月28日付のデイリーランキングで初登場7位を記録し、2012年3月12日付の週間ランキングでは初登場11位を記録した。
またレコチョクでは、2012年2月28日付のアニメ・ゲームフルチャートで初登場し、2位を記録した。